# Aumeville-Lestre
Aumeville-Lestre ist eine französische Gemeinde mit 125 Einwohnern (Stand: 1. Januar 2022) im Département Manche in der Region Normandie. Sie gehört zum Arrondissement Cherbourg und zum Kanton Val-de-Saire.

## Lage
Aumeville-Lestre liegt auf der Halbinsel Cotentin, an der westlichen Seite des von der Seine gebildeten Ästuars – eine Bucht des Ärmelkanals. Nachbargemeinden sind Crasville im Norden, Lestre im Süden und Octeville-l’Avenel im Westen.

## Bevölkerungsentwicklung
| Jahr      | 1962 | 1968 | 1975 | 1982 | 1990 | 1999 | 2008 | 2018 |
| --------- | ---- | ---- | ---- | ---- | ---- | ---- | ---- | ---- |
| Einwohner | 181  | 156  | 147  | 153  | 134  | 139  | 145  | 112  |

## Bilder Kirche St. Peter

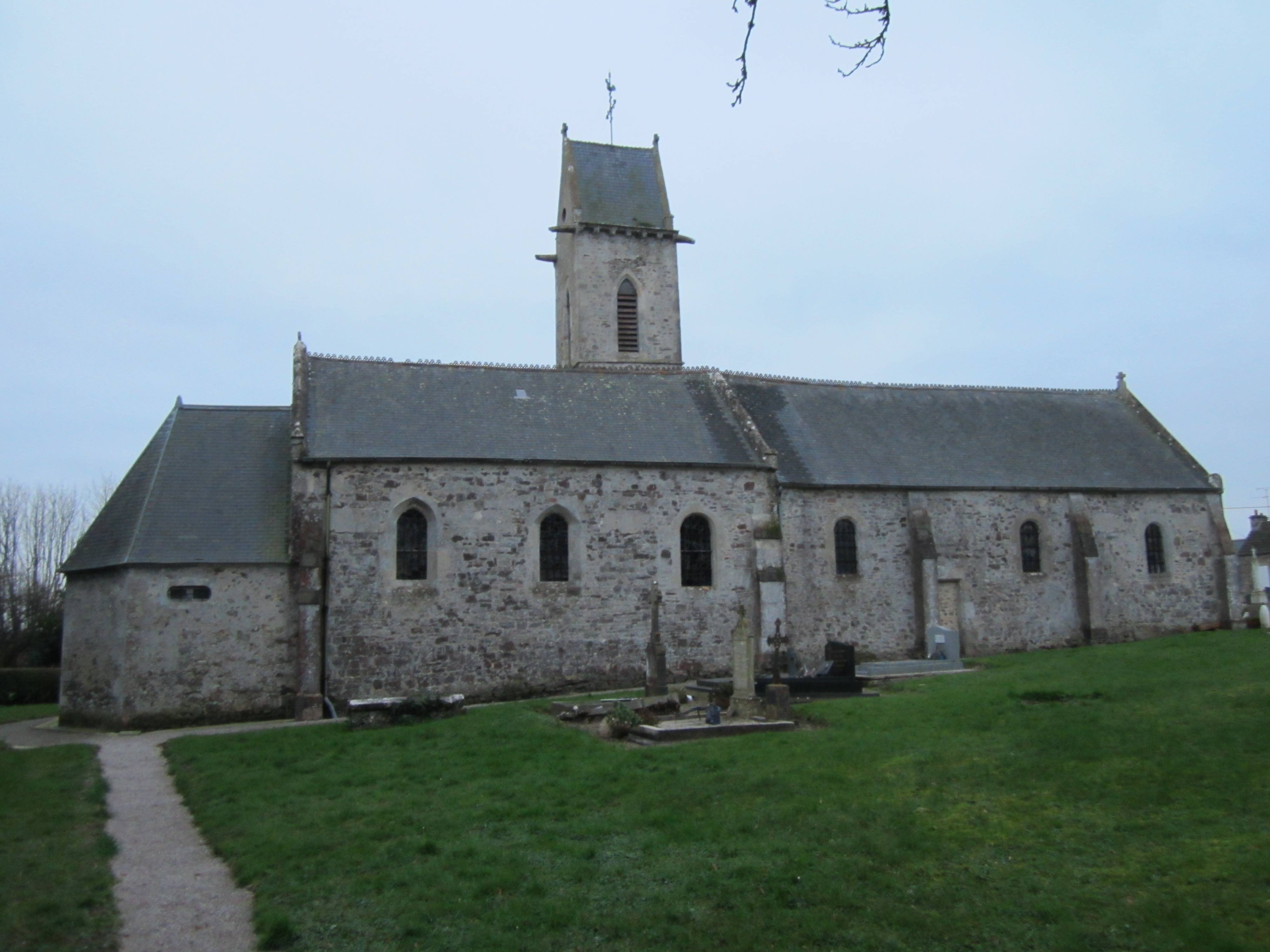
Kirche St. Peter
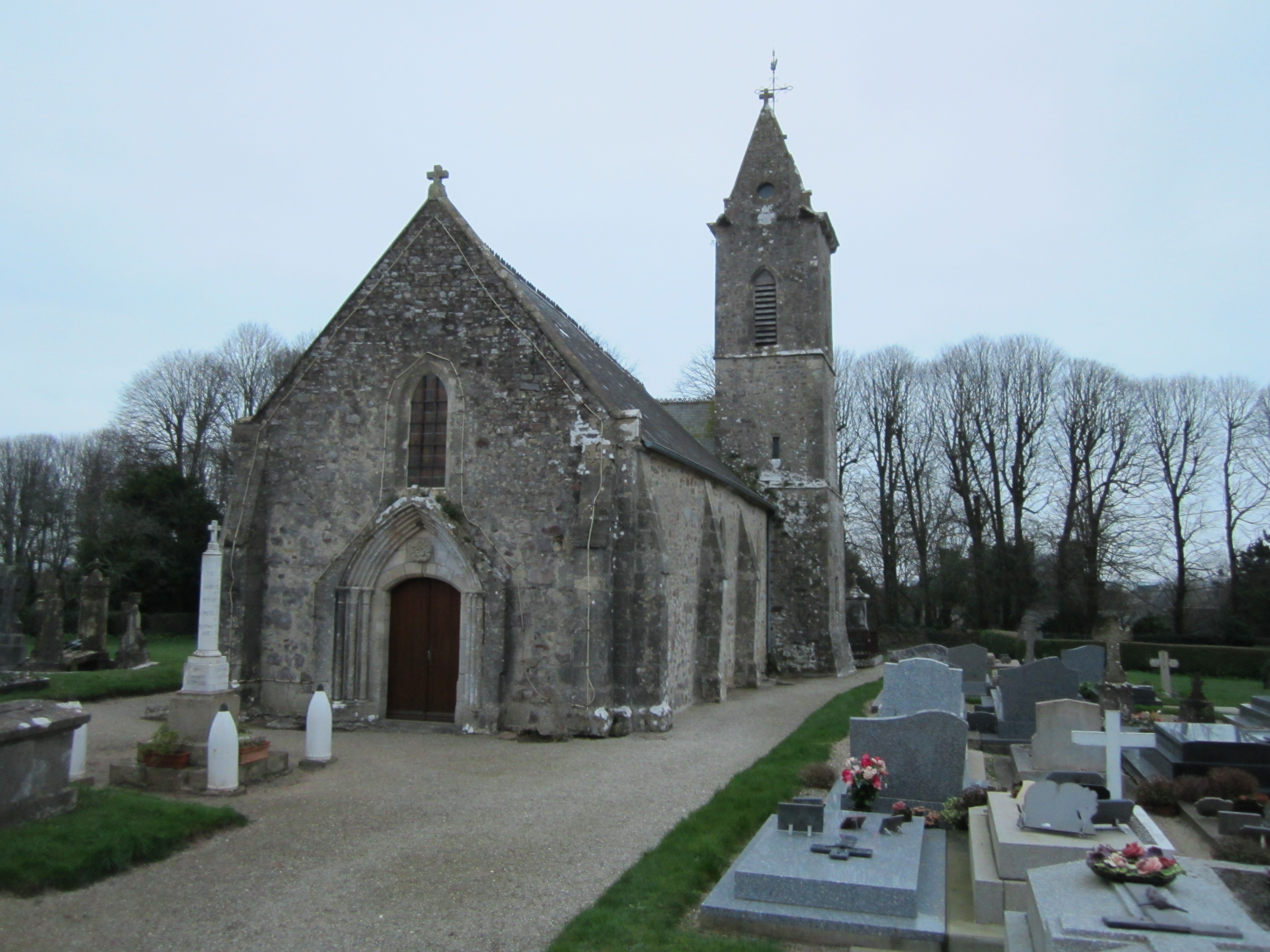
Frontansicht der Kirche
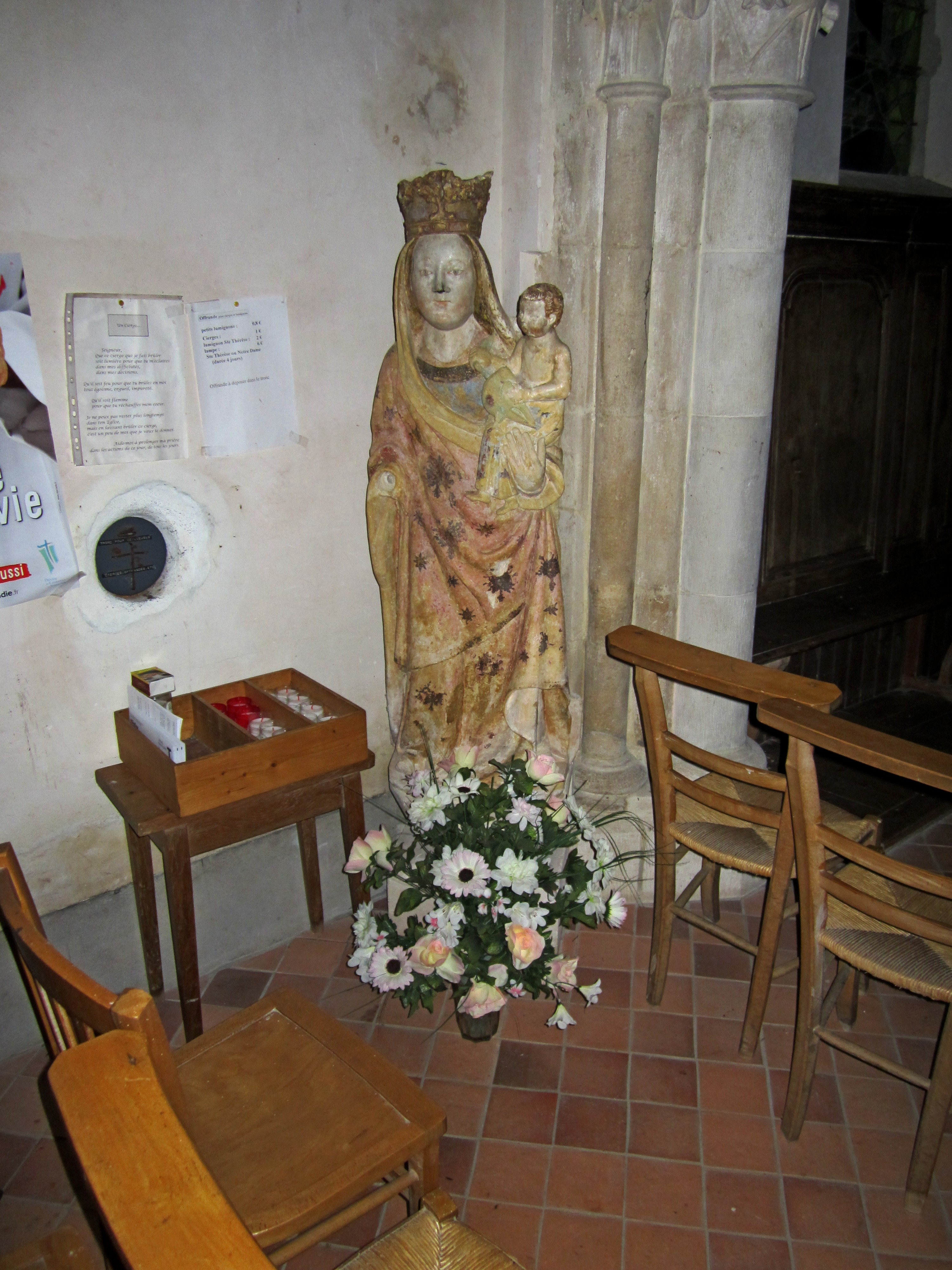
Marienstatue
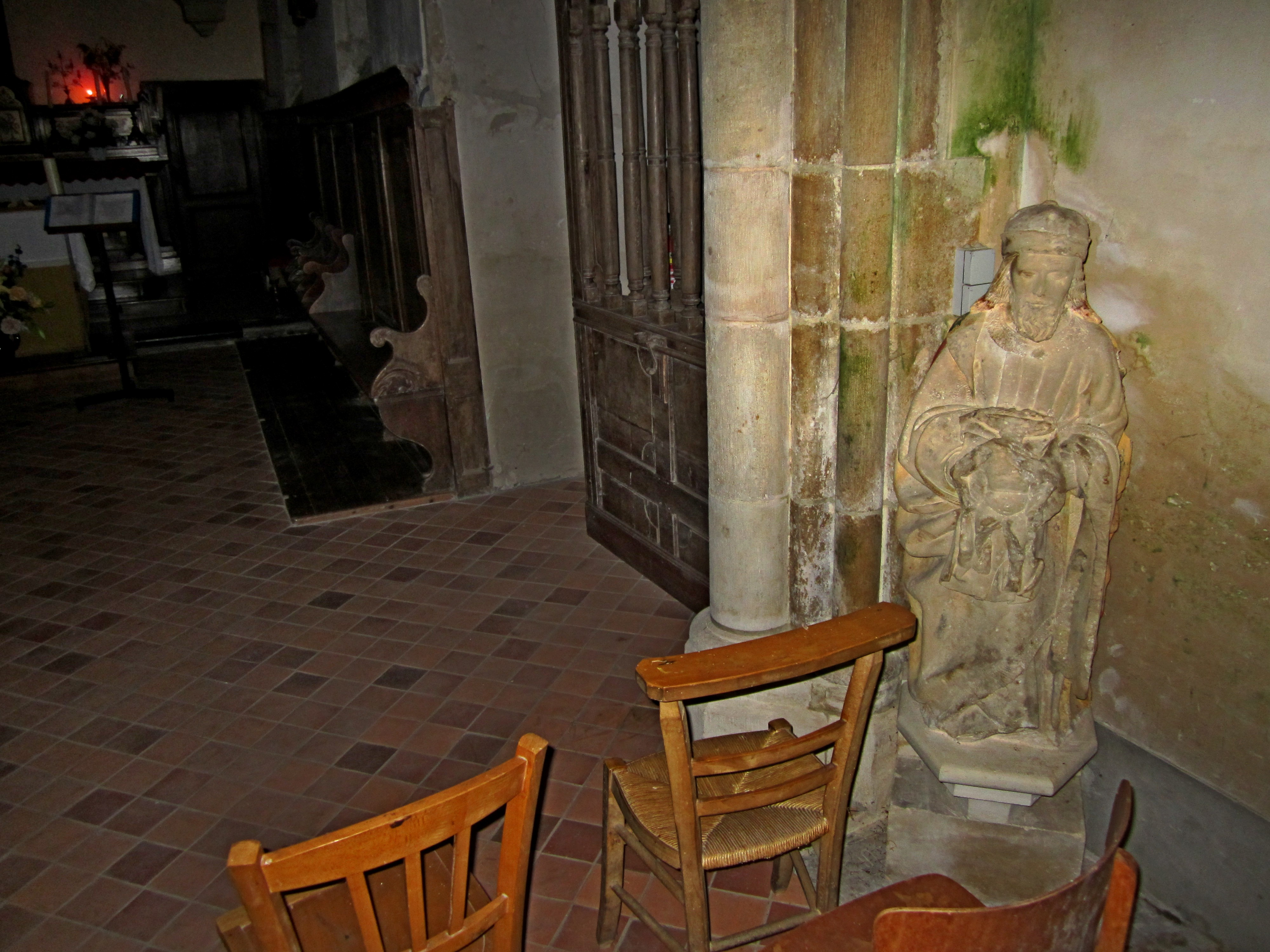
Steinfigur
Gotisches Steinrelief an der Außenwand